# (188) Menipe
(188) Menipe es un asteroide perteneciente al cinturón de asteroides descubierto por Christian Heinrich Friedrich Peters el 18 de junio de 1878 desde el observatorio Litchfield de Clinton, Estados Unidos.
Está nombrado por Menipe, un personaje de la mitología griega.

## Características orbitales
Menipe orbita a una distancia media del Sol de 2,763 ua, pudiendo alejarse hasta 3,254 ua. Tiene una excentricidad de 0,1777 y una inclinación orbital de 11,7°. Emplea 1678 días en completar una órbita alrededor del Sol.